# سفارة السويد في الإمارات العربية المتحدة
سفارة السويد في الإمارات العربية المتحدة هي أرفع تمثيل دبلوماسي لدولة السويد لدى الإمارات العربية المتحدة. تقع السفارة في وهي تهدف لتعزيز المصالح السويدية في الإمارات العربية المتحدة.

## وصلات خارجية
- قائمة سفارات السويد
- قائمة السفارات في الإمارات العربية المتحدة